# Iglesia de Santa María de Alcáçova (Elvas)
La  Iglesia de Santa María de Alcáçova está situada en la antigua freguesia da Alcáçova, actual freguesia de Caia e São Pedro, en el concejo de Elvas, Portugal.
Fue construida en el año 1230 a raíz de la conquista de Elvas por el rey Sancho II. El edificio se levantó sobre la principal mezquita de Elvas la cual pudo haber sido edificada en el siglo VIII. La iglesia sufrió múltiples transformaciones que fueron ocultando los vestigios árabes los cuales casi desaparecieron con el tiempo. Solamente queda unos restos del minarete en forma de nicho en el muro lateral derecho de la iglesia, que está orientado hacia La Meca.
Inicialmente el patronato regio de la iglesia fue donado a la Orden de Avis por el rey portugués don Dinis, el rey trovador. Durante los siglos XVI, XVII y XVIII la iglesia tuvo bastantes remodelaciones hasta quedar como se la puede ver en la actualidad.

## Descripción del templo
La fachada es sencilla, con un portón no muy grande flanqueado por dos ventanales que llegan hasta el suelo. La primera planta tiene tres ventanas y
por encima de un friso que corre a lo largo del techo de esta planta hay un nicho con una imagen de La Virgen de la Piedad.
La zona interior tiene tres naves abovedadas. La capilla mayor fue bastante modificada y en la actualidad presenta una imagen del siglo XV de La Piedad realizada en piedra. Una de las capillas laterales, la perteneciente al siglo XVII que es la de la izquierda, está realizada totalmente en talla dorada y está dedicada a San Juan Bautista, y la del siglo XVIII es de albañilería con una imagen de Nuestra Señora.